# José Carlos Neves
O Dr. José Carlos Neves é médico e cirurgião, dedicando-se em exclusivo à cirurgia da face. Assumiu, em 2023, a presidência da European Academy of Facial Plastic Surgery. É o Diretor Clínico da MYFACE Clinic em Lisboa, projeto multidisciplinar que reúne as especialidades que tratam a face e o corpo, e que fundou em 2008.
É uma referência nacional e internacional em Rinoplastia, tendo desenvolvido conceitos e técnicas merecedoras de reconhecimento pelos pares.

## Prémios
Em outubro de 2022, foi distinguido com o Davalos Award
, um prémio internacional atribuído pela American Academy of Facial Plastic and Reconstructive Surgery (AAFPRS), que é atribuído a cada 5 anos ao cirurgião que mais influenciou a área de cirurgia plástica facial fora da América do Norte.

## Percurso
Depois de terminar a especialidade em Otorrinolaringologia e Cirurgia Cervico-Facial em 2006 realizou o Fellowship em Cirurgia Plástica Facial pela European Academy of Facial Plastic Surgery em 2007-2009.
Sob o programa das International Federation of Facial Plastic Surgery Societies fez formação em centros de referência mundial na área (Johns Hopkins, Facial Plastic Surgery Department, Facial Plastic Surgery Center, Baltimore, Maryland USA; Oregon Health & Science University, Department of Facial Plastic Surgery, Portland USA; Larrabee Center for Facial Plastic Surgery, Virginia Manson Hospital, Seattle USA; UCLA, Facial Plastic Surgery Department, Los Angeles USA; Hospital das Clinicas, Universidade de São Paulo, Brasil; Fundef * Cranio-Facial Deformaties Foundation, Clinica Dr Wilson Dewes, Porto Alegre, Rio Grande do Sul, Brasil). É também Professor associado na USP (Universidade de São Paulo) na disciplina de Cirurgia Plástica Facial.

## Nomeações e cargos
- President of The European Academy of Facial Plastic Surgery, EAFPS[1]
- President of the European Board for Examination and Certification in Facial Plastic and Reconstructive Surgery - EBEC-FPRS (ebec-fprs.org)
- Board Certified in Facial Plastic Surgery, EBCFPRS[14], IBCFPRS[15] (London, Uk)
- Board Certified in ORL – Head & Neck Surgery (Coimbra, Portugal)
- IFFPSS Fellowship Committee Member[16], IBCFPRS[17]
- Facial Plastic Surgery Journal Editorial Member (Europe)
- Facial Plastic Surgery and Aesthetic Medicine Journal International Advisory Member (USA)
- Former EAFPS[10] Fellowship Committee Member
- Former Treasurer of The EAFPS[10] Former Portuguese National Delegate for the EAFPS[10]
- Former Chairman of the EAFPS Oculoplastics Focus Group
- Past President of the Facial Plastic Surgery Committee of the Portuguese ORL/NHS Society
- Former Member of the Rhinology and FPS Committee of the Portuguese ORL/NHS Society
- EAFPS[10] Fellowship in Facial Plastic Surgery (Europe, USA, Brasil)
- Founder and Director of “My Face, Clinic and Academy” (Portugal – Lisboa and Coimbra), since 2008

## Coautor de livros na área da Cirurgia Plástica Facial
- “Atlas de Imunoalergologia and Rhinology”, Ana Todo-Bom, Portugal 2007
- IV Tomo, Facial Plastic and Aesthetic Surgery, “Suspensão do terço médio da Face”, da Sociedade Brasileira de ORL e Cirurgia Cervico-Facial, Brazil, 2012
- "Protocolos en Otorrinolaringología y de Cirugía de Cabeza y Cuello - Segunda Edición". Guillermo Til Pérez. Editorial Ergon, ISBN 978-84-17194-93-2. “Cuidados pre-operatorios en Plastica Facial”; “Cuidados post-operatorios en Plastica Facial”, Spain 2019
- “Otorrinolaringologia Pediatrica”, Circulo Medico, ISBN:978-989-20-6742-1; 2019
- “Preservation Rhinoplasty, 3dr Edition”[18], 2020
- “Mediterranean Rhinoplasty”[19], Springer, Editor: Pier Giorgio Giacomini. 2022
- “Clinical Atlas of Preservation Rhinoplasty”[20], Springer, Editor: Sylvie Poignonec. 2023

## Artigos publicados
- Neves JC, Martin PR.; Cable and Mirror Sutures and the Nasal Septum Sublaminar Dissection. Facial Plast Surg. 2023 Aug;39(4):417-426. doi: 10.1055/a-2021-0280. Epub 2023 Jan 27. PMID: 36706784[21].
- Neves JC, Erol O, Arancibia-Tagle D, Ilhan E.; Precision Segmental Preservation Rhinoplasty: Avoiding Widening, Defining New Dorsal Esthetic Lines in Dorsal Preservation Rhinoplasty. Facial Plast Surg Clin North Am. 2023 Feb;31(1):155-170. doi: 10.1016/j.fsc.2022.08.011. PMID: 36396286[22]
- Flora, Neves ; “1 Year Post Otoplasty Keloid Formation (Unconventional Complication Due to Wearing Ear Loop Facial Masks in Sars-Cov 19 Era)”; Annals of Otolaryngology Head and Neck Surgery Case Report (ISSN 2835-7132); 2023 | Volume 2 | Issue 3[23]
- Calvo-Henriquez C, Lechien JR, Méndez-Benegassi I, Benoliel AL, Faraldo-García A, Martínez-Capoccioni G, Neves JC, Martin-Martin C.; “Pediatric turbinate radiofrequency ablation improves quality of life and rhinomanometric values. A prospective study.” Int J Pediatr Otorhinolaryngol. 2022 Mar;154:111050. doi: 10.1016/j.ijporl.2022.111050. Epub 2022 Jan 19. PMID: 35065329[24].
- Neves - Guest Editor, “Preservation Rhinoplasty” Volume of the Facial Plastic Journal. Facial Plast Surg. 2021 Feb
- Neves JC, Zholtikov V, Cakir B, Coşkun E, Arancibia-Tagle D. “Rhinoplasty Dissection Planes (Subcutaneous, Sub-SMAS, Supra-perichondral, and Sub-perichondral) and Soft Tissues Management.” Facial Plast Surg. 2021 Feb;37(1):2-11. doi: 10.1055/s-0041-1723825. Epub 2021 Feb 25. PMID: 33634451[25].
- Dewes W, Zappelini CEM, Ferraz MBJ, Neves JC. “Conservative Surgery of the Nasal Dorsum: Septal Pyramidal Adjustment and Repositioning.” Facial Plast Surg. 2021 Feb;37(1):22-28. doi: 10.1055/s-0041-1725102. Epub 2021 Mar 11. PMID: 33706384[26].
- Arancibia-Tagle D, Neves JC, D'Souza A. “History of Dorsum Conservative Techniques in Rhinoplasty: The Evolution of a Revived Technique.” Facial Plast Surg. 2021 Feb;37(1):86-91. doi: 10.1055/s-0041-1724031. Epub 2021 Feb 23. PMID: 33621985[27].
- Neves JC, Arancibia-Tagle D. “Avoiding Aesthetic Drawbacks and Stigmata in Dorsal Line Preservation Rhinoplasty.” Facial Plast Surg. 2021 Feb;37(1):65-75. doi: 10.1055/s-0041-1725101. Epub 2021 Mar 1. PMID: 33648013[28].
- Neves JC, Tagle DA, Dewes W, Ferraz M. “A Segmental Approach in Dorsal Preservation Rhinoplasty: The Tetris Concept.” Facial Plast Surg Clin North Am. 2021 Feb;29(1):85-99. doi: 10.1016/j.fsc.2020.09.010. PMID: 33220847[29].
- Patel PN, Kandathil CK, Buba CM, Neves JC, Cobo R, Robotti E, López-Ulloa F, Ferraz M, Saedi B, Pham T, Saleh HA, Most SP. “Global Practice Patterns of Dorsal Preservation Rhinoplasty.” Facial Plast Surg Aesthet Med. 2022 May-Jun;24(3):171-177. doi: 10.1089/fpsam.2021.0055. Epub 2021 May 10. PMID: 33970690[30].
- Neves JC, Arancibia-Tagle D, Dewes W, Ferraz M. “The Segmental Preservation Rhinoplasty: The Split Tetris Concept.” Facial Plast Surg. 2021 Feb;37(1):36-44. doi: 10.1055/s-0040-1714672. Epub 2020 Sep 4. PMID: 32886949[31].
- Neves JC. “Preservation Rhinoplasty: An Update.” Facial Plast Surg. 2021 Feb;37(1):1. doi: 10.1055/s-0041-1726413. Epub 2021 Apr 12. PMID: 33845495[32].
- Calvo-Henriquez C, Mariño-Sánchez F, Lechien JR, Maldonado-Alvarado B, Maniaci A, Maza-Solano J, Martínez-Capoccioni G, Neves JC, Martin-Martin C. “Radiofrequency ablation turbinoplasty improves the sense of smell in pediatric patients: A prospective study.” Int J Pediatr Otorhinolaryngol. 2021 Nov;150:110935. doi: 10.1016/j.ijporl.2021.110935. Epub 2021 Oct 5. PMID: 34649156[33].
- Calvo-Henriquez C, Mayo-Yáñez M, Lechien JR, Moure JD, Faraldo-García A, Martinez-Capoccioni G, Esteller-More E, Neves JC, Martin-Martin C. “Looking for a cutoff value for the decongestant test in children suffering with turbinate hypertrophy.” Eur Arch Otorhinolaryngol. 2021 Oct;278(10):3821-3826. doi: 10.1007/s00405-021-06657-0. Epub 2021 Feb 10. PMID: 33566176[34].
- Neves JC, Arancibia-Tagle D, Medel-Jiménez R, Vásquez LM. “Periorbital Surgical Anatomy. Facial Plast Surg.” 2020 Jun;36(3):317-328. doi: 10.1055/s-0040-1712473. Epub 2020 Jun 17. PMID: 32557439[35].
- Calvo-Henríquez C, Neves JC, Arancibia-Tagle D, Chiesa-Estomba C, Lechien JR, Mayo-Yáñez M, Martinez-Capoccioni G, Martin-Martin C. “Does pediatric septoplasty compromise midfacial growth? A systematic review.” Eur Arch Otorhinolaryngol. 2020 Jun;277(6):1565-1574. doi: 10.1007/s00405-020-05919-7. Epub 2020 Mar 21. PMID: 32200434[36].
- Neves, Arancibia-Tagle; “Lateral Crura Control in Nasal Tip Plasty: Cephalic Oblique Domal Suture, 7X Suture and ANSA Banner” Remedy Publications LLC. Annals of Plastic and Reconstructive Surgery; 1 2020 | Volume 4 | Issue 3 | Article 1059, 2020[37]
- Rodrigues, Antunes, Neves, Martins, Luis; “Rhinoseptoplasty: Protocol for preoperative analysis and surgical report”; Revista Portuguesa de Otorrinolaringologia, VOL 57 . Nº4 . DEZEMBRO 2019
- Neves JC, Medel Jiménez R, Arancibia Tagle D, Vásquez LM. “Postoperative Care of the Facial Plastic Surgery Patient-  Forehead and Blepharoplasty.” Facial Plast Surg. 2018 Dec;34(6):570-578. doi: 10.1055/s-0038-1676354. Epub 2018 Dec 28. PMID: 30593072[38].
- Gantous A, Tasman AJ, Neves JC. “Management of the Prominent Ear.” Facial Plast Surg Clin North Am. 2018 May;26(2):181-192. doi: 10.1016/j.fsc.2017.12.010. PMID: 29636149[39].
- Ferreira MG, Santos M, Carmo DOE, Neves JC, Sousa CAE, Datema FR. “Rhinoplasty-Do Patients and Surgeons See the Same? A Double-Blind Study with 100 Randomized Patients.” Facial Plast Surg. 2018 Aug;34(4):356-362. doi: 10.1055/s-0038-1660823. Epub 2018 Jul 24. PMID: 30041267[40]
- JC Neves, Julian Rowe-Jones, Jorge Miguéis, Diogo de Paiva. “Nariz em sela e Vasculite de Wegener.” Revista da Sociedade Portuguesa de Otorrinolaringologia e 44, no 1 , 25-33, Março 2006[41]

1. 1 2 3  Executive Board of European Academy of Facial Plastic Surgery
2. 1 2  Myface Clinic Clínica de Cirurgia Plástica do Corpo e Face
3. 1 2  Davalos Award
4. ↑  Notícia Davalos Award
5. ↑  Notícia sobre o prémio Davalos de 2022
6. ↑  Dr. José Carlos Neves recebeu o prémio “Efrain Davalos”Dr. José Carlos Neves recebeu o prémio “Efrain Davalos”
7. ↑  Davalos Award News
8. ↑  «Dr. José Carlos Neves recebeu o prémio "Efrain Davalos"». European Academy of Facial Plastic Surgery. 2022. Consultado em 22 de setembro de 2023
9. ↑  «Dr. José Carlos Neves recebeu o prémio "Efrain Davalos"». My Otorrino. 2022. Consultado em 22 de setembro de 2023
10. 1 2 3 4 5  European Academy of Facial Plastic Surgery
11. ↑  Johns Hopkins Hospital
12. ↑  Hospital das Clínicas da Faculdade de Medicina da Universidade de São Paulo
13. ↑  https://www.fm.usp.br/ccex/complementacao-especializada/cirurgia-plastica-facial---otorrinolaringologia
14. ↑  EBCFPRS Certified Surgeons
15. ↑  Jose Carlos Martins Neves, M.D.Jose Carlos Martins Neves, M.D.
16. ↑  IFFPSS
17. ↑  Jose Carlos Martins Neves, M.D.Jose Carlos Martins Neves, M.D.
18. ↑  Preservation Rhinoplasty, 3dr Edition Preservation Rhinoplasty, 3dr Edition
19. ↑  Mediterranean Rhinoplasty Western Mediterranean Rhinoplasty
20. ↑  Clinical Atlas of Preservation Rhinoplasty Dorsal Precision Segmental Preservation and How to Avoid Aesthetic Drawbacks
21. ↑  Cable and Mirror Sutures and the Nasal Septum Sublaminar DissectionCable and Mirror Sutures and the Nasal Septum Sublaminar Dissection
22. ↑  Precision Segmental Preservation RhinoplastyPrecision Segmental Preservation Rhinoplasty
23. ↑  1 Year Post Otoplasty Keloid Formation (Unconventional Complication Due to Wearing Ear Loop Facial Masks in Sars-Cov 19 Era)1 Year Post Otoplasty Keloid Formation (Unconventional Complication Due to Wearing Ear Loop Facial Masks in Sars-Cov 19 Era)
24. ↑  Pediatric turbinate radiofrequency ablation improves quality of life and rhinomanometric values. A prospective studyPediatric turbinate radiofrequency ablation improves quality of life and rhinomanometric values. A prospective study
25. ↑  Rhinoplasty Dissection PlanesRhinoplasty Dissection Planes
26. ↑  Conservative Surgery of the Nasal Dorsum: Septal Pyramidal Adjustment and RepositioningConservative Surgery of the Nasal Dorsum: Septal Pyramidal Adjustment and Repositioning
27. ↑  History of Dorsum Conservative Techniques in Rhinoplasty: The Evolution of a Revived TechniqueHistory of Dorsum Conservative Techniques in Rhinoplasty: The Evolution of a Revived Technique
28. ↑  Avoiding Aesthetic Drawbacks and Stigmata in Dorsal Line Preservation RhinoplastyAvoiding Aesthetic Drawbacks and Stigmata in Dorsal Line Preservation Rhinoplasty
29. ↑  A Segmental Approach in Dorsal Preservation RhinoplastyA Segmental Approach in Dorsal Preservation Rhinoplasty
30. ↑  Global Practice Patterns of Dorsal Preservation RhinoplastyGlobal Practice Patterns of Dorsal Preservation Rhinoplasty
31. ↑  The Segmental Preservation Rhinoplasty: The Split Tetris ConceptThe Segmental Preservation Rhinoplasty: The Split Tetris Concept
32. ↑  Preservation Rhinoplasty: An UpdatePreservation Rhinoplasty: An Update
33. ↑  Radiofrequency ablation turbinoplasty improves the sense of smell in pediatric patients: A prospective studyRadiofrequency ablation turbinoplasty improves the sense of smell in pediatric patients: A prospective study
34. ↑  Looking for a cutoff value for the decongestant test in children suffering with turbinate hypertrophyLooking for a cutoff value for the decongestant test in children suffering with turbinate hypertrophy
35. ↑  Periorbital Surgical AnatomyPeriorbital Surgical Anatomy
36. ↑  Does pediatric septoplasty compromise midfacial growth? A systematic reviewDoes pediatric septoplasty compromise midfacial growth? A systematic review
37. ↑  Lateral Crura Control in Nasal Tip Plasty: Cephalic Oblique Domal Suture, 7X Suture and ANSA BannerLateral Crura Control in Nasal Tip Plasty: Cephalic Oblique Domal Suture, 7X Suture and ANSA Banner
38. ↑  Postoperative Care of the Facial Plastic Surgery Patient—Forehead and BlepharoplastyPostoperative Care of the Facial Plastic Surgery Patient—Forehead and Blepharoplasty
39. ↑  Management of the Prominent EarManagement of the Prominent Ear
40. ↑  Rhinoplasty-Do Patients and Surgeons See the Same? A Double-Blind Study with 100 Randomized PatientsRhinoplasty-Do Patients and Surgeons See the Same? A Double-Blind Study with 100 Randomized Patients
41. ↑  Nariz em sela e Vasculite de Wegener.Nariz em sela e Vasculite de Wegener.